# 愛，一直存在
《愛，一直存在》是梁文音第二張國語專輯，於2009年11月20日由環球音樂發行。首波主打歌為《哭過就好了》。

## 曲目
- CD1

1. 哭過就好了（首波主打歌／八大偶像劇《紫玫瑰》片尾曲）
詞：姚若龍／曲：陳小霞／製作人：阿弟仔（跳蛋工廠）
2. 親愛的是我（第二波主打歌／八大偶像劇《紫玫瑰》插曲）
詞：馬嵩惟／曲：曾一鳴／製作人：阿弟仔（跳蛋工廠）
3. 滿滿（第五波主打歌／男聲：王錚亮）
詞：吳易緯／曲：陳環／製作人：阿弟仔（跳蛋工廠）
4. 咬人貓
詞：陳宏宇／曲：陳孟奇／製作人：K.Y.B（跳蛋工廠）
5. 第六感
詞：葛大為／曲：蔡健雅／製作人：K.Y.B（跳蛋工廠）
6. 三個願望（第三波主打歌／中視八點檔《青梅竹馬》主題曲）
詞：姚若龍／曲：陳小霞／製作人：阿弟仔（跳蛋工廠）
7. 愛，一直存在（第六波主打歌／八大偶像劇《紫玫瑰》主題曲）
詞：馬嵩惟、陳孟奇／曲：陳孟奇／製作人：阿弟仔（跳蛋工廠）
8. 最最
詞：陳宏宇／曲：張起政／製作人：木蘭號aka陳韋伶
9. 小眼睛放大鏡
詞曲：阿弟仔／製作人：阿弟仔（跳蛋工廠）
10. 很久很久以後
詞：葛大為／曲：張蔚源／製作人：沈聖哲（跳蛋工廠）
11. 奶與蜜之地（Duet With.約書亞樂團）
詞：阿弟仔／曲：鄭勝元／製作人：阿弟仔（跳蛋工廠）

- CD2（製作人：廖偉傑、陳歆儒）

1. 愛一直存在（電視劇《紫玫瑰》配樂）
（OT：愛，一直存在）曲：陳孟奇／詞：馬嵩惟、陳孟奇
2. 滿心守候（電視劇《青梅竹馬》配樂）
（OT：三個願望）曲：陳小霞／詞：姚若龍
3. 願望（電視劇《紫玫瑰》配樂）
（OT：愛，一直存在）曲：陳孟奇／詞：馬嵩惟、陳孟奇
4. 感受（電視劇《紫玫瑰》配樂）
（OT：哭過就好了）曲：陳小霞／詞：姚若龍
5. 1001朵玫瑰（電視劇《紫玫瑰》配樂）
（OT：愛，一直存在）曲：陳孟奇／詞：馬嵩惟、陳孟奇
6. 零號紙玫瑰（電視劇《紫玫瑰》配樂）
（OT：愛，一直存在）曲：陳孟奇／詞：馬嵩惟、陳孟奇
7. 祈禱（電視劇《青梅竹馬》配樂）
（OT：三個願望）曲：陳小霞／詞：姚若龍

## 發行版本
| 發行日期       | 封面                           | 版本                               | 專輯資訊 |
| -------------- | ------------------------------ | ---------------------------------- | --- |
| 2009年11月20日 | 愛，一直存在 · 愛，一直存在    | 《愛，一直存在》                   | 2CD珍藏盤+32頁豪華寫真歌本【11首溫暖好歌+7首電視劇「紫玫瑰」、「青梅竹馬」主題曲存愛配樂】 預購獨享好禮 梁文音親自手繪創作【知音日記】                                                          |
| 2010年1月29日  | 愛，一直存在 CD+DVD 影音珍藏盤 | 《愛，一直存在 CD+DVD 影音珍藏盤》 | 2009亞洲年度最佳新人，2010情歌最佳代表作 集合22歲的所有可能：一次珍藏 哭過就好了、 親愛的是我、三個願望等排行情歌 影音DVD+新歌MV： 收錄首次男女情歌對唱《滿滿》，以及超高詢問度新曲《勇者之歌》 |

## 音樂錄影帶
- 哭過就好了 導演：鄭芬芬　首播日期：2009年10月31日
- 親愛的是我 導演：黃中平　首播日期：2009年11月24日
- 三個願望 導演：黃中平　首播日期：2009年12月7日
- 勇者之歌 導演：張清峰　首播日期：2009年12月14日
- 滿滿 導演：辛巨擘　首播日期（中國內地）：2009年12月15日
- 愛一直存在　導演：林合隆　首播日期：2009年12月26日

## 獎項
- 第十七屆東方風雲榜頒獎盛典年度最佳對唱歌曲－滿滿（與王錚亮合唱）

## 外部連結
- 台灣環球音樂官方網站 （页面存档备份，存于）
- 梁文音《愛，一直存在》香港官方網站 （页面存档备份，存于）
- 哭過就好了 （页面存档备份，存于）
- 親愛的是我 （页面存档备份，存于）
- 三個願望 （页面存档备份，存于）